# Кундзіч Олексій Леонардович
Кундзіч Олексій Леонардович (9 (22) квітня 1904, Павлівка — 20 червня 1964, Ялта) — український радянський письменник, перекладач і перекладознавець.

## Життєпис

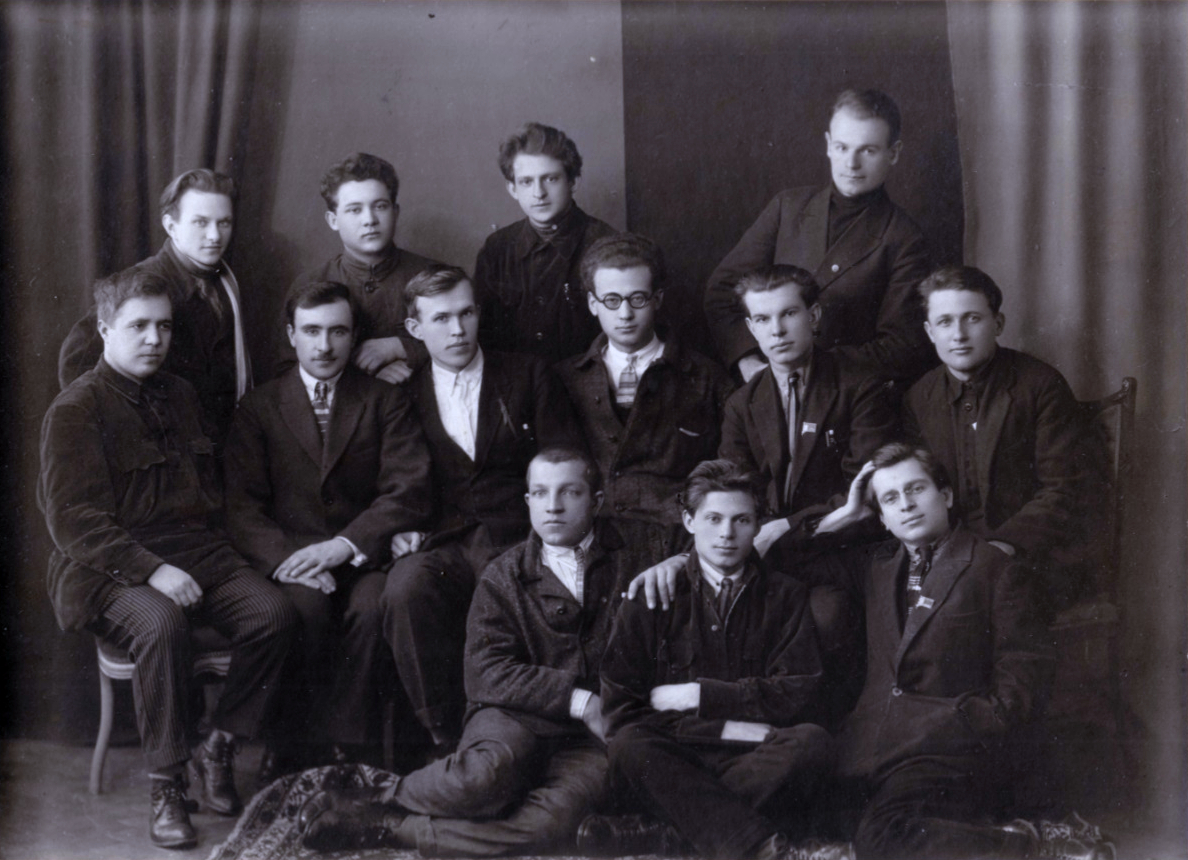
Літературна організація «Молодняк». 1927. Зліва направо: сидять унизу Олексій Кундзіч, Павло Усенко, Петро Голота; в середньому ряду Дмитро Гордієнко, Олесь Донченко, Терень Масенко, Леонід Первомайський, Іван Момот, Марко Кожушний; стоять угорі Іван Ковтун (Юрій Вухналь), Ярослав Гримайло, Борис Даніман (завідувач відділу друку ЦК ЛКСМУ і член редколегії журналу «Молодняк»), Володимир Кузьмич.

Народився 9 (22 квітня) 1904 року в селі Павлівці (тепер Калинівського району Вінницької області) в селянській родині. Навчався на Вищих педагогічних курсах у Вінниці, у 1921–1925 роках — у Кам'янець-Подільськім інституті народної освіти. У 1926 році закінчив Харківський інститут народної освіти. Належав до літературної організації «Молодняк». Виступав як перекладач, публіцист, літературний критик, теоретик художнього перекладу. Учасник німецько-радянської війни.
Жив у Києві. 

Могила Олексія Кундзіча

Помер 20 червня 1964 року. Поховано в Києві на Байковому кладовищі (ділянка № 1). Пам'ятник на похованні встановлено 1965 року, скульптор К. А. Кузнецов.

## Творчість
Брав участь у підготовці «Українсько-російського словника» (т. 1—6, 1953–1963). Основні праці з питань мовної культури та перекладознавства:
- - «Дієзи в ключі!»,
  - «Переклад і літературна мова»,
  - «Деякі питання перекладу творів Л. М. Толстого»,
  - «Питання залишається актуальними» та інші.

Вони вміщені в посмертних збірниках літературно-критичних праць Кундзіча:
- «Дієзи в ключі!» (1965),
- «Слово і образ» (1966),
- «Творчі проблеми перекладу» (1973).

Переклав українською мовою роман «Війна і мир» Льва Толстого, окремі твори М. Лермонтова, М. Горького, Л. Леонова тощо.

## Вшанування пам'яті

меморіальна дошка

19 жовтня 1971 року в Києві, на фасаді будинку Роліту по вулиці Леніна (нині Богдана Хмельницького), 68, в 1954–1964 роках жив і працював Олексій Кундзіч, установлено гранітну меморіальну дошку (барельєф; скульптор Н. М. Дерегус).